# سهیل (نائین)
سهیل (نائین)، روستایی از توابع بخش مرکزی شهرستان نائین دهستان بافران در استان اصفهان ایران است.

## جمعیت
این روستا در دهستان بافران قرار دارد و براساس سرشماری مرکز آمار ایران در سال ۱۳۸۵، جمعیت آن ۴۸ نفر (۲۵خانوار) بوده‌است.